# Перша лінія (Алмати)
Перша лінія Алматинського метрополітену (каз. Бірінші бағыт Алматы метросы, рос. Первая линия Алма-Атинского метрополитена) — єдина лінія Алматинського метрополітену.

## Історія пусків
| Ділянка                      | Дата пуску     | Довжина | Кількість станцій |
| ---------------------------- | -------------- | ------- | ----------------- |
| «Райимбек батир» — «Алатау»  | 1 грудня 2011  | 8,56 км | 7                 |
| «Алатау» — «Москва»          | 18 квітня 2015 | 2,74 км | 2                 |
| Сариарка - Бауиржан Момишули | 30 травня 2022 | 3,1 км  | 2                 |
| Разом:                       |                | 13,4 км | 11 станцій        |

Лінію обслуговує електродепо ТЧ-1 «Райимбек батир», введене в експлуатацію в 2009 році.
На лінії працюють 4-вагонні поїзди Hyundai Rotem з наскрізним проходом по всьому потягу, кондиціонуванням пасажирського салону, відеоспостереженням і можливістю повного автоведення.